# Municipio de Progreso (Yucatán)
El municipio de Progreso es uno de los 106 municipios que integran el estado mexicano de Yucatán, su cabecera es el Puerto de Progreso, el principal puerto del estado y uno de los principales ubicados en el golfo de México.

## Geografía
El municipio se encuentra en la costa norte del estado de Yucatán, en la denominada Región 6 Influencia Metropolitana debido a su cercanía con la capital del estado Mérida. Sus coordenadas extremas son 21° 07' - 21° 20' de latitud norte y 89° 29' - 89° 52' de longitud oeste y su altitud fluctúa entre 0 y 100 metros sobre el nivel mar.
Limita al oeste con el municipio de Hunucmá, al suroeste con el municipio de Ucú, al sur con el municipio de Mérida, al sureste con el municipio de Chicxulub Pueblo y al este con el municipio de Ixil.

### Orografía e hidrografía
El territorio del municipio es completamente plano, con un declive hacia la costa, que está formada por playas bajas e inundables, y algunos lomeríos de escasa importancia. Como en el resto de la Península de Yucatán, no existen corrientes de agua superficial, sino únicamente subterráneas que forman los característicos cenotes.

## Demografía
De acuerdo a los resultados del Censo de Población y Vivienda realizado en 2010 por el Instituto Nacional de Estadística y Geografía, la población total del municipio de Progreso asciende a 53 958 personas, de las que 26 925 son hombres y 27 033 son mujeres.

### Localidades
En el municipio se encuentran un total de 53 localidades, las principales y su población en 2010 son las siguientes:
| Localidad                    | Población |
| Total Municipio              | 53 958    |
| Progreso                     | 37 369    |
| Chicxulub (Chicxulub Puerto) | 6 010     |
| Campestre Flamboyanes        | 4 027     |
| Chelem                       | 3 509     |
| Chuburná                     | 1 929     |
| San Ignacio                  | 766       |

## Economía
El municipio es uno de los motores del desarrollo del estado de Yucatán. Los servicios portuarios son hoy la principal actividad económica. El denominado puerto de altura que se interna poco más de 6 kilómetros en el Golfo de México constituye una pieza fundamental de la infraestructura regional.
El turismo es sin duda el otro sector que le da dinamismo al municipio. A lo largo de más de treinta kilómetros de litoral se encuentran las residencias veraniegas de muchas familias yucatecas que generan importante derrama para el municipio de Progreso. A la fecha existe una moderna autopista que une al puerto y al municipio de Progreso con la capital del estado, Mérida, lo que facilita el flujo de personas y bienes.
Las instalaciones pesqueras del puerto son también muy importantes para la economía municipal y estatal.

## Política

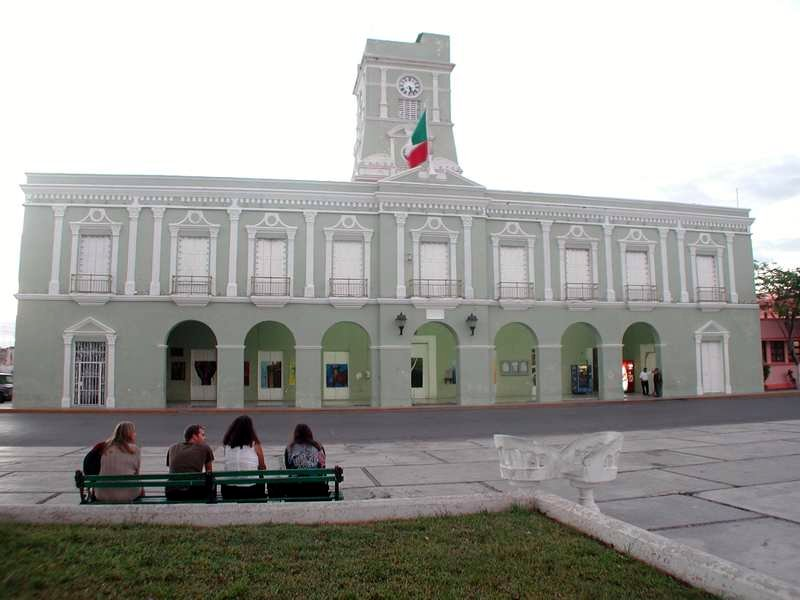
Palacio del Ayuntamiento de Progreso.

El gobierno del municipio de Progreso está investido en un Ayuntamiento, el cual en el estado de Yucatán también recibe el nombre de Comuna; estando integrado por un cuerpo colegiado denominado Cabildo, con un total de once regidores, de los cuales el primero ejerce el cargo de Presidente Municipal y el segundo el de Síndico, los regidores son electos por el principio de mayoría relativa. Todos son electos mediante sufragio universal, directo y secreto para un periodo de tres años con posibilidad de reelección por un periodo más. 

### Representación legislativa
Para la elección de diputados locales al Congreso de Yucatán y de diputados federales a la Cámara de Diputados federal, el municipio de Progreso se encuentra integrado en los siguientes distritos electorales:
Local:
- Distrito electoral local de 9 de Yucatán con cabecera en Progreso.[5]

Federal:
- Distrito electoral federal 2 de Yucatán con cabecera en Progreso.[6]